# Selma (prénom)
Pour les articles homonymes, voir Selma.

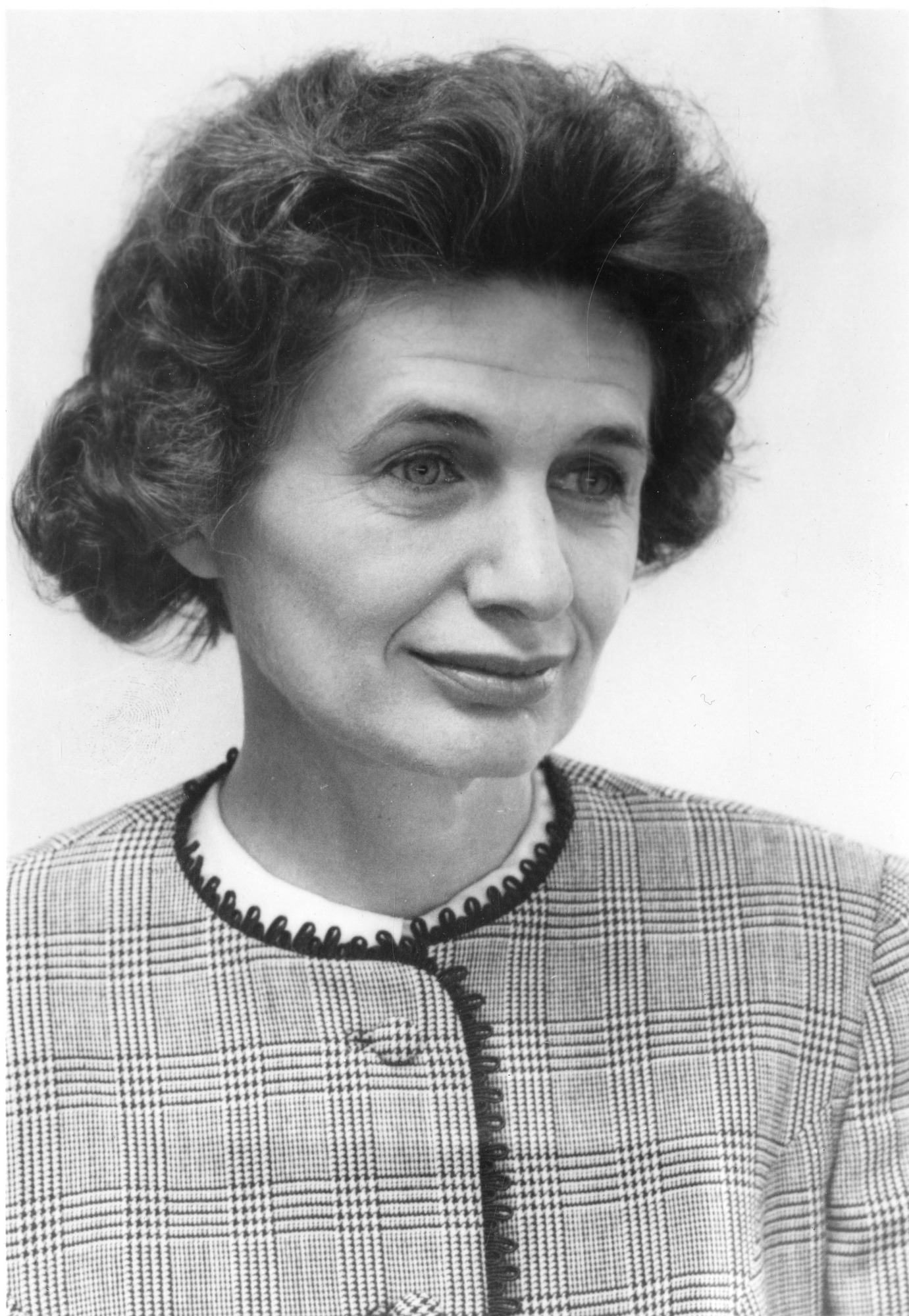
Selma Eleanore Snyderman.

Selma est un prénom masculin et féminin.

## Étymologie
- Selma (en arabe : سلمى) est un prénom d'origine arabe, dérivé de « sèlèm » qui veut dire paix, variante féminine de Salmane. On le trouve aussi en turc et en bosniaque.
- Selma est un prénom scandinave dérivé d'Anselme. C'est notamment le prénom du prix Nobel de littérature Selma Lagerlöf.
- Selma est aussi un prénom de la culture germanique, Selma est alors le diminutif et la forme féminine du prénom Anselme qui signifie « protection divine ».

## Popularité

### France
2005 personnes ont été prénommées Selma en France depuis 1940, ce prénom figurant au 569e rang des prénoms les plus donnés en France depuis 1940, avec un pic en 2004, soit 362 enfants  (157e rang des prénoms français)

### Ailleurs
- Selma Björnsdóttir, une chanteuse islandaise ayant représenté à deux reprises l'Islande au Concours Eurovision de la Chanson.
- Selma Blair, une actrice américaine.
- Selma Lagerlöf, une  écrivaine suédoise, prix Nobel de littérature.

### Anecdotes
- Selma Bouvier est une des sœurs de Marge Simpson dans la série télévisée Les Simpson
- Selma Jezková est le rôle principal du film Dancer in the Dark de Lars von Trier interprété par Björk.

## Dates
- Les Selma sont fêtées le 21 avril - jour de la Saint Anselme.